# Piąty Elefant
Piąty Elefant (ang. The Fifth Elephant) – humorystyczna powieść fantasy autorstwa Terry’ego Pratchetta, dwudziesta czwarta część cyklu Świat Dysku, wydana w 1999 r. (polskie wydanie – Prószyński i S-ka, wrzesień 2006, ISBN 83-7469-377-0). Jest to piąta część podcyklu o Straży Miejskiej.
Osią akcji jest misja dyplomatyczna Vimesa i Sybil w Überwaldzie, gdzie mają wynegocjować korzystne dla Ankh-Morpork warunki dostawy smalcu. Jednak władzę w pradawnej krainie próbują przejąć wilkołaki, chcące obalić prawowitego króla krasnoludów.